# Assendelft

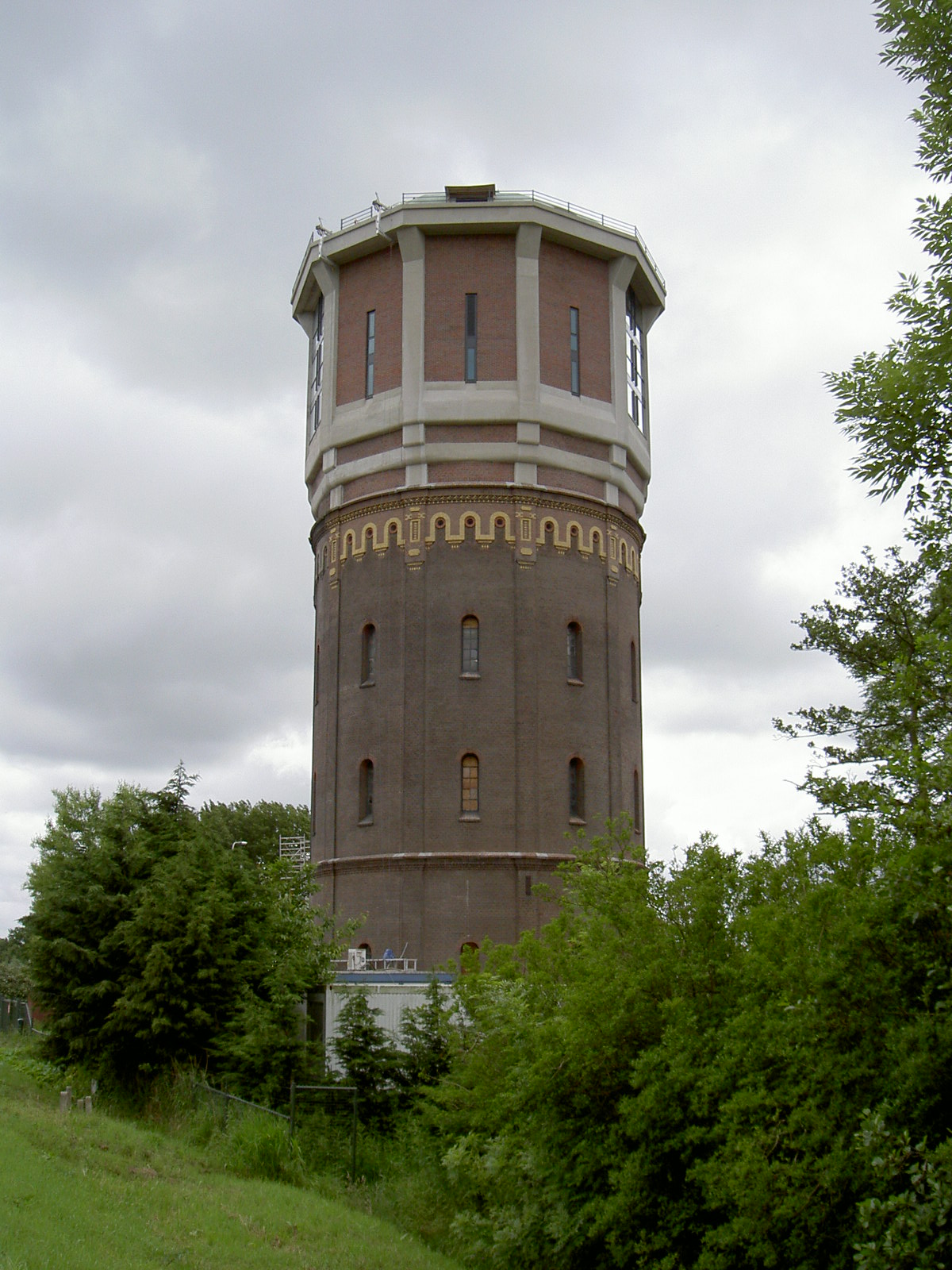
Wieża ciśnień w Assendelft

Assendelft – miasteczko w holenderskiej prowincji Holandia Północna. Jest częścią gminy Zaanstad. Jest położone 13 km na północny wschód od Haarlemu. Assendelft było osobną gminą do 1974, kiedy utworzono gminę Zaanstad.

## Wieża ciśnień
W Assendelft znajduje się wieża ciśnień. Postawienie jej datuje się na 1885 rok. Jest to najstarsza wieża ciśnień w Holandii Północnej.

## Sport
W Assendelft mają siedzibę dwa kluby piłkarskie: SVA i VVA oraz dwa kluby tenisowe: TVA i TC Overdan.